# Rodopsko, Kărdjali
Rodopsko (în bulgară Родопско) este un sat în comuna Ardino, regiunea Kărdjali,  Bulgaria. 

## Demografie
Componența etnică a satului Rodopsko
     Turci (97,56%)
     Nicio identificare (2,43%)
     Altele (0%)
La recensământul din 2011, populația satului Rodopsko era de 41 locuitori. Din punct de vedere etnic, majoritatea locuitorilor (97,56%) erau turci. Pentru 2,43% din locuitori nu este cunoscută apartenența etnică.